# Hypocaccus brasiliensis
Hypocaccus brasiliensis é uma espécie de insetos coleópteros polífagos pertencente à família Histeridae.
A autoridade científica da espécie é Paykull, tendo sido descrita no ano de 1811.
Trata-se de uma espécie presente no território português.